# Али Сами Ен (стадион)
«Али́ Сами́ Ен» (тур. Ali Sami Yen Stadı) — футбольный стадион в Стамбуле, на котором проводил домашние игры местный «Галатасарай». Был расположен в районе Шишли. Вмещал 22 800 зрителей, на матчах команды почти всегда бывал аншлаг. Закрыт 11 января 2011 года.

## Общая информация
Был открыт в 1945 году. Вплоть до 1964 года использовался как тренировочное поле «Галатасарая». 20 декабря 1964 года после реконструкции (вместимость была увеличена до 35 000) был открыт вновь и назван в честь основателя клуба Али Сами Ена (первый матч Турция — Болгария). «Галатасарай» впервые сыграл официальный матч на обновлённом стадионе в сентябре 1965 года. В 1972—1980 годах был закрыт в связи с плохим состоянием газона. В 1984—1986 годах вновь не использовался из-за строительства вблизи одной из трибун автомобильной развязки. С 1996 года все места — сидячие. Закрыт 11 января 2011 года. В последнем матче на стадионе «Галатасарай» победил в Кубке Турции клуб из второго дивизиона «Шекерспор» со счётом 3:1. На месте стадиона запланирована постройка торгового центра.
С января 2011 года Галатасарай выступает на новой «Тюрк Телеком Арена», вместимостью более 52 000 зрителей.
При входе на стадион размещалась надпись «Добро пожаловать в ад».